# مغناطوکشسانی

پویانمایی از تنگش مغناطیسی

مغناطوکشسانی یا مگنتواستریکشن به پدیدهٔ کُرنش مواد بر اثر اعمال میدان مغناطیسی تنگش مغناطیسی (به انگلیسی: Magnetostriction) می‌گویند که طی آن طول یا حجم ماده تغییر می‌کند. این پدیده نخستین بار در سال ۱۸۴۲ میلادی توسط جیمز ژول کشف شد. اساس این پدیده بر این واقعیت استوار است که حالت مغناطیسی یک بلور به فاصلهٔ بین اتم‌های مغناطیسی و یون‌هایش بستگی دارد و تغییر در وضعیت مغناطیسی با استفاده از میدان مغناطیسی، دما، تنش کشسان یا عوامل دیگر می‌تواند منجر به جابجایی اتم‌ها نسبت حالت تعادلشان شود. مغناطوکشسانی تابعی زوج از مغناطش M است. به پدیدهٔ مقابل مغناطوکشسانی که در آن بر اثر اعمال تنش مکانیکی، میزان القای مغناطیسی B در یک فرومغناطیس تغییر می‌کند اثر ویلاری می‌گویند.

## واژه‌شناسی
مگنت در یونانی (μαγνητοζ) به معنای مغناطیس یا آهن‌ربا است و استریکشیو (strictio) در لاتین به معنی چفت‌شدن و باریک‌شدن است.

## میزان
مغناطوکشسانی در همهٔ مواد مغناطیسی دیده می‌شود اما میزان آن متفاوت است. در مواد فِرّومغناطیس و فِرّی‌مغناطیسی ضریب {\displaystyle \lambda } که به صورت نسبت تغییرات طول به طول تعریف می‌شود ({\displaystyle \lambda =\Delta l/l}) مقداری حدود ‎۱۰−۵ تا ‎ ۱۰−۴ دارد. در مقابل در مواد پادفِرّومغناطیس، پارامغناطیس و دیامغناطیس معمولاً مغناطوکشسان کمتری (‎۱۰−۶ تا ‎ ۱۰−۷) دیده می‌شود. در برخی از عناصر کم‌یاب سطح زمین مانند آکتنیدها و ترکیباتشان مغناطوکشسانی شدید با لاندایی حدود ‎۱۰−۳ تا ‎ ۱۰−۲ نیز یافت می‌شود. اندازهٔ {\displaystyle \lambda } به میدان مغناطیسی و جهت‌گیری آن نسبت به تغییر بُعد و محورهای بلورنگاشتی بستگی دارد.

## انواع
لاندا را می‌توان در طول یا عمود بر میدان مغناطیسی محاسبه کرد که به اولی مغناطوکشسانی طولی و به دومی مغناطوکشسانی عرضی گفته می‌شود. در بیشتر مواد مغناطیسی اگر اندازهٔ میدان مغناطیسی از میدان مغناطیسی حالت اشباع کمتر باشد، مغناطوکشسانی‌های طولی و عرضی، مختلف‌العلامت خواهند بود، اما در میدان‌های مغناطیسی بیشتر از حالت اشباع، هم‌علامت هستند. به مقدار {\displaystyle \lambda } در {\displaystyle B=B_{s}} مغناطوکشسانی اشباع می‌گویند. در یک دسته‌بندی دیگر مغناطوکشسانی را بر پایهٔ نوع برهم‌کنش‌های مغناطیسی (مانند برهم‌کنش اسپین ـ مدار یا برهم‌کنش دوقطبی ـ دوقطبی) به دو دستهٔ مغناطوکشسانی تبادلی و مغناطوکشسانی مستقیم تقسیم‌بندی می‌کنند. در فرومغناطیس‌ها در حالت مغناطش اشباعی و در میدان‌های مغناطیسی کمتر از میدان مغناطیسی حالت اشباع ({\displaystyle B<B_{s}}) مغناطوکشسانی مستقیم رخ می‌دهد که مشخصهٔ آن ناهمسانگردیاش است، اما در میدان‌های مغناطیسی بیشتر از حالت اشباع، مغناطوکشسانی تبادلی معمول است. مغناطوکشسانی تبادلی در ناحیهٔ یادشده در بلورهای مکعبی همسانگرد است اما در بلورهای تک‌محوره ناهمسانگرد خواهد بود. در پادمغناطیس‌ها در کنار حالت‌های رایج یک مغناطوکشسانی خطی متقابل با اثر فشارمغناطیسی نیز دیده می‌شود. کرنش ناشی از تغییر حالت مغناطیسی بر اثر تغییر دما را مغناطوکشسانی خودبه‌خودی می‌نامند. به مغناطوکشسانی ناشی از تنش‌های کشسان خارجی مغناطوکشسانی اجباری یا مکانواستریکشن می‌گویند.

## مغناطوکشسانی در ترانسفورماتورهای قدرت
یکی از مشکلات ناشی از پدیدهٔ مغناطوکشسانی یا تغییر بعد مغناطیسی در ترانسفورماتورهایی رخ می‌دهد که در مناطق مسکونی استفاده می‌شوند و صدای آزاردهنده‌ای تولید می‌کنند. علت به وجود آمدن این صدا این است که با تغییر شار هسته، طول و سطح مقطع آن به صورت متناوب تغییر می‌کند. این تغییرات بسیار ناچیز است به طوری که برای چگالی شار ۱٫۲ تسلا میزان این تغییرات در حدود 4-۱۰×1.2 درصد است. بلندی این صدا به چگالی شار مغناطیسی هسته و تغییرات آن بستگی دارد و یکی از راه‌های کاهش صدای ترانسفورماتور کمترکردن چگالی شار آن در طراحی است.

## واژه‌نامه
1. ↑  Villari effect
2. ↑  longitudinal magnetostriction
3. ↑  transverse magnetostriction
4. ↑  exchange magnetostriction
5. ↑  direct magnetostriction
6. ↑  piezomagnetic
7. ↑  spontaneous magnetostriction
8. ↑  forced magnetostriction
9. ↑  mechanostriction